# Friesea kardosia
Friesea kardosia är en urinsektsart som först beskrevs av John L. Wray 1952.  Friesea kardosia ingår i släktet Friesea och familjen Neanuridae. Inga underarter finns listade i Catalogue of Life.